# Самофалов Валерій Михайлович
Вале́рій Миха́йлович Самофа́лов (8 січня 2000, м. Мелітополь, Запорізька область — 18 березня 2022, м. Миколаїв) — український військовослужбовець, матрос Збройних сил України, учасник російсько-української війни.

## Життєпис
Народився 8 січня 2000 року в місті Мелітополі Запорізької області.
У 2018 році після закінчення школи пішов служити за контрактом до ЗСУ.
Матрос 137-го окремого батальйону морської піхоти Військово-морських сил Збройних сил України.
5 березня 2022 року під час бою в районі населеного пункту Калинівка Миколаївської області вперше в історії російсько-української війни матрос Валерій Самофалов збив одразу три ворожих гвинтокрили Мі-35 за допомогою ПЗРК «Ігла».
18 березня 2022 року загинув внаслідок удару російських військ ракетами типу «Калібр» по казармі з військовослужбовцями в місті Миколаєві. 18 січня 2023 року похований в Одесі на Алеї Героїв на Західному кладовищі.
Залишилися дружина та 3-річна донечка.
У січні 2024 року одесити проголосували за перейменування вулиці Каманіна в районі Аркадії на вулицю Валерія Самофалова.

## Нагороди
- звання Герой України з врученням ордена «Золота Зірка» (10 березня 2022) — за особисту мужність і героїзм, виявлені у захисті державного суверенітету та територіальної цілісності України, вірність військовій присязі[4].